# Ricardo Horta
Ricardo Jorge da Luz Horta (født 15. september 1994) er en portugisisk fodboldspiller, der spiller for Braga.